# Ô tác Ludwig
Ô tác Ludwig (danh pháp khoa học: Neotis ludwigii) là một loài chim trong họ Ô tác. Ô tác Ludwig sinh sống ở Angola, Botswana, Lesotho, Namibia, và Nam Phi. Môi trường sinh sống của nó bao gồm đồng cỏ bán khô cằn. Ô tác Ludwig dài 76–85 cm ở con mái và 80–95 cm ở con trống, sải cánh dài cm, cân nặng 3-7,3 với trung bình 6,3 kg ở con trống và 3,4 kg ở con mái. Thức ăn của nó phần lớn là côn trùng (chủ yếu là châu chấu) cũng như hoa và hạt. 